# Leo van den Thillart
Leo van den Thillart (* 31. März 1968 in ’s-Hertogenbosch) ist ein ehemaliger niederländischer Eishockeyspieler und jetziger -trainer, der in seiner aktiven Zeit von 1986 bis 2008 unter anderem für die Krefeld Pinguine in der Deutschen Eishockey Liga gespielt hat. Seit 2008 ist er Cheftrainer der Eindhoven Kemphanen in der Eredivisie. 

## Karriere
Leo van den Thillart begann seine Karriere als Eishockeyspieler in seiner Heimatstadt im Nachwuchsbereich der ’s-Hertogenbosch Red Eagles, für dessen erste Mannschaft er in der Saison 1986/87 sein Debüt in der zweiten niederländischen Liga gab. Anschließend war der Verteidiger sieben Jahre lang für die Smoke Eaters Geleen in der Eredivisie aktiv. Mit Geleen gewann er dabei in der Saison 1992/93 den nationalen Pokalwettbewerb. Nachdem er die Saison 1994/95 noch bei den Smoke Eaters begonnen hatte, wechselte der Nationalspieler zu Viry-Châtillon Essonne Hockey in die französische Ligue Magnus. Dort verbrachte er ebenso zwei Jahre wie anschließend bei dessen Ligarivalen HC Amiens Somme. Mit Amiens wurde der Linksschütze in beiden Spielzeiten Vizemeister. 
Im Sommer 1998 wurde van den Thillart von den Krefeld Pinguinen aus der Deutschen Eishockey Liga verpflichtet. Für das Team aus NRW kam er zwar zu 48 Einsätzen, konnte sich jedoch mangels Punkteausbeute – nur vier Tore und drei Vorlagen in der gesamten Saison 1998/99 – nicht in Deutschland durchsetzen. Daher entschied sich der Niederländer zu einem Wechsel zum HC Milano Vipers in die italienische Serie A. Dort verbrachte er zwei Jahre, ehe er 2001 in seine Heimat zurückkehrte. Dort spielte er in den folgenden drei Jahren für seinen Ex-Club Smoke Eaters Geleen und die Tilburg Trappers in der Eredivisie. Als Spieler der Trappers wurde er in der Saison 2002/03 als bester Verteidiger der Liga ausgezeichnet. 
Im Sommer 2004 unterschrieb van den Thillart in der niederländischen Hauptstadt bei den Amstel Tijgers Amsterdam, bei denen er im Anschluss an die Saison 2007/08 im Alter von 40 Jahren seine aktive Karriere beendete. In vier Jahren gewann der ehemalige DEL-Legionär mit den Amstel Tijgers 2005 zum ersten und einzigen Mal in seiner Laufbahn die niederländische Meisterschaft, sowie 2005 und 2007 jeweils den nationalen Pokalwettbewerb. In der Saison 2006/07 wurde er darüber hinaus ein weiteres Mal zum besten Verteidiger der Eredivisie gewählt. 
Nach seinem Karriereende als Spieler wurde er 2008 Cheftrainer bei den neu gegründeten Eindhoven Kemphanen, für die er seither in der Eredivisie tätig ist.

### International
Für die Niederlande nahm van den Thillart im Juniorenbereich an der U20-Junioren-B-Weltmeisterschaft 1987 teil.
Im Seniorenbereich stand er im Aufgebot seines Landes bei der C-Weltmeisterschaft 1999 sowie bei den B-Weltmeisterschaften 1991, 1992, 1993, 1994, 1995, 1996, 1997, 2000, 2001, 2002, 2003, 2005 und 2007. Zudem trat er für sein Land bei der Qualifikation für die Olympischen Winterspiele 2002 in Salt Lake City und 2006 in Turin an. 

## Erfolge und Auszeichnungen
| - 1993 Niederländischer Pokal mit den Smoke Eaters Geleen - 1997 Französischer Vizemeister mit dem HC Amiens Somme - 1998 Französischer Vizemeister mit dem HC Amiens Somme - 2003 Bester Verteidiger der Eredivisie | - 2005 Niederländischer Meister mit den Amstel Tijgers Amsterdam - 2005 Niederländischer Pokal mit den Amstel Tijgers Amsterdam - 2007 Niederländischer Pokal mit den Amstel Tijgers Amsterdam - 2007 Bester Verteidiger der Eredivisie |

### International
- 1999 Aufstieg in die B-Weltmeisterschaft bei der C-Weltmeisterschaft